# Theresa Kunegunda Sobieska
Theresa Kunegunda Sobieska (4 martie 1676 – 10 martie 1730) a fost electoare a Bavariei prin căsătoria cu Maximilian al II-lea Emanuel, Elector de Bavaria. De asemenea, a fost regentă în 1705.
1. ↑  Find a Grave, accesat în 30 iulie 2024